# Born This Way: The Remix
Pour les articles homonymes, voir Born This Way (homonymie).
Albums de Lady Gaga
Born This Way
(2011) Artpop
(2013)
Compilations par Lady Gaga
The Singles
(2010)
Born This Way: The Remix est le second album de remix par l'artiste américaine Lady Gaga qui est sorti le 18 novembre 2011 en conjonction avec la sortie en DVD/Bluray de Lady Gaga Presents the Monster Ball Tour: At Madison Square Garden, le concert spécial originellement diffusé en mai sur HBO. L'album est vendu avec le concert spécial et l'édition deluxe de 17 pistes de Born This Way dans le cadre d'une vente exceptionnelle nommée Born This Way – The Collection qui est sortie le même jour,.

## Listes des pistes
Source :
| No  | Titre                                            | Auteur                                            | Remixeur(s)          | Durée |
| --- | ------------------------------------------------ | ------------------------------------------------- | -------------------- | ----- |
| 1.  | Born This Way (Zedd Remix)                       | Lady Gaga, Jeppe Laursen                          | Zedd                 |       |
| 2.  | Judas (Goldfrapp Remix)                          | Lady Gaga, RedOne                                 | Goldfrapp            |       |
| 3.  | The Edge of Glory (Foster the People Remix)      | Lady Gaga, Garibay, DJ White Shadow               | Foster the People    |       |
| 4.  | Yoü and I (Wild Beasts Remix)                    | Lady Gaga                                         | Wild Beasts          |       |
| 5.  | Marry the Night (The Weeknd & Ilangelo Remix)    | Lady Gaga, Fernando Garibay                       | The Weeknd, Ilangelo |       |
| 6.  | Black Jesus † Amen Fashion (Michael Woods Remix) | Lady Gaga, Garibay, DJ White Shadow, Cheche Alara | Michael Woods        |       |
| 7.  | Bloody Mary (The Horrors Remix)                  | Lady Gaga, Garibay, DJ White Shadow               | The Horrors          |       |
| 8.  | Scheiße (Guéna LG Remix)                         | Lady Gaga, RedOne                                 | Guéna LG             |       |
| 9.  | Americano (Gregori Klosman Remix)                | Lady Gaga, Garibay                                | Gregori Klosman      |       |
| 10. | Electric Chapel (Two Door Cinema Club Remix)     | Lady Gaga, DJ White Shadow                        | Two Door Cinema Club |       |
| 11. | Yoü and I (Metronomy Remix)                      | Lady Gaga, DJ White Shadow                        | Metronomy            |       |
| 12. | Judas (Hurts Remix)                              | Lady Gaga, RedOne                                 | Hurts                |       |
| 13. | Born This Way (Twin Shadow Remix)                | Lady Gaga                                         | Twin Shadow          |       |
| 14. | The Edge of Glory (Sultan & Ned Shepard Remix)   | Lady Gaga, RedOne                                 | Sultan & Ned Shepard |       |

| 15. | Judas (Röyksopp's 30 Pieces Mix) | Lady Gaga, RedOne | Röyksopp | 9:18 |

## Historique des sorties
| Pays        | Date             | Format                      | Label                               | Numéro de brochure |
| ----------- | ---------------- | --------------------------- | ----------------------------------- | ------------------ |
| Allemagne   | 18 novembre 2011 | CD, Vinyl, digital download | Interscope Records                  | B005SV9W4Q         |
| États-Unis  | 21 novembre 2011 | CD, Vinyl, digital download | Streamline, Interscope, and Konlive | B005SV9W4Q         |
| Royaume-Uni | 21 novembre 2011 | CD, Vinyl, digital download | Polydor Records                     | B005SV9W4Q         |
| Japon       | 23 novembre 2011 | CD, Vinyl, digital download | Universal Japan International       | B005SUI4Z0         |